# Dorfkirche Ildehausen

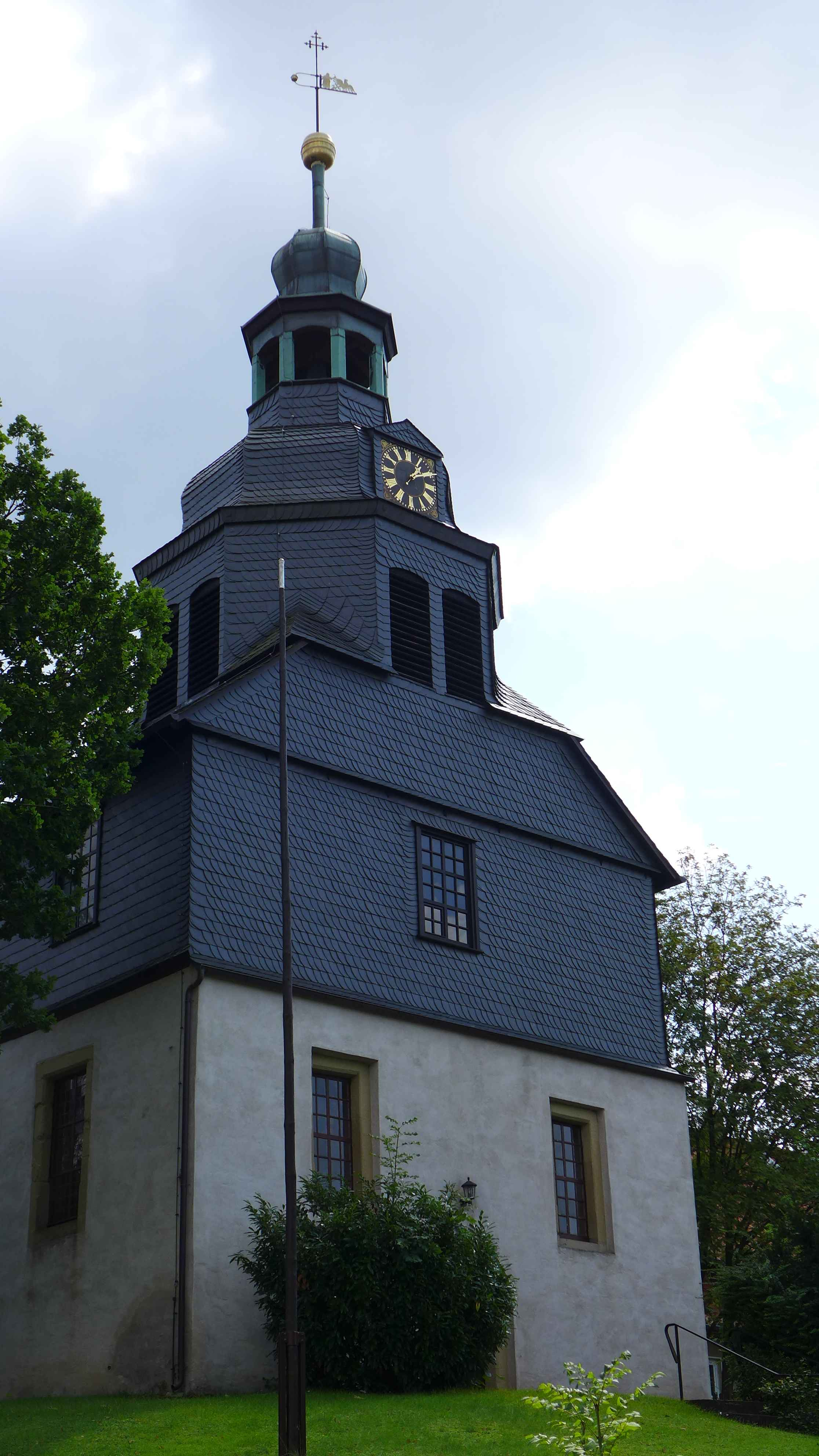
Dorfkirche Ildehausen

Die evangelisch-lutherische, denkmalgeschützte Dorfkirche Ildehausen St. Johannes steht in Ildehausen, einem Ortsteil der Stadt Seesen im Landkreis Goslar von Niedersachsen. Die Kirchengemeinde gehört zur Propstei Gandersheim-Seesen in der Evangelisch-lutherischen Landeskirche in Braunschweig.

## Beschreibung
Die verputzte langgestreckte Saalkirche mit dem Dachturm im Westen wurde 1650 wieder aufgebaut, nachdem sie im Dreißigjährigen Krieg zerstört worden war. 1771 wurde sie erneuert. Der Innenraum ist mit einem hölzernen Tonnengewölbe überspannt. 1950 wurde die Kirche nach Osten erweitert und der Westteil abgetrennt. Das Langhaus hat vier Fensterachsen und ist mit einem Satteldach bedeckt. Der Turm hat ein schiefergedecktes achtseitiges Geschoss, hinter dessen Klangarkaden sich die Glockenstube befindet. In dieser hängen drei Kirchenglocken, eine aus der Bauzeit, eine von 1712 und eine von 1956. Darauf sitzt eine Haube mit der Turmuhr, die sich in einer offenen Laterne fortsetzt, die mit einer Turmkugel bekrönt ist. Im Westen wurde ein neues Portal gebaut.
Zur Kirchenausstattung gehört ein barocker geschnitzter Altar von 1690. Die Predella enthält die Inschrift des Stifters und sein Wappen, das von Engelfiguren gehalten wird. Darüber sind die Ölberggruppe und eine Kreuzigungsgruppe zu sehen. Seitlich sind die vier Evangelisten dargestellt. Die einfache Kanzel ist aus der zweiten Hälfte des 18. Jahrhunderts. An ihrem Fuß steht die Statue eines lebensgroßen Moses, der von einer anderen Kanzel aus dem 17. Jahrhundert stammt, zu der auch die Figuren der Apostel an der Empore im Osten gehörten. Der Taufengel ist um 1700 entstanden. 1685 wurde ein Epitaph für Thomas Ludolph von Campen und seiner Frau Anna an der Nordwand errichtet.